# Ina Gschlössl
Ina Gschlössl (* 13. Dezember 1898 als Nikolaine Maria Elisabeth Gschlössl in Köln; † 20. Januar 1989 in Neusäß) war evangelische Theologin und Vorkämpferin für die Zulassung von Frauen zum evangelischen Pfarramt.

## Leben
Gschlössl studierte zunächst Lehramt für die Fächer Geschichte und Religion. Da sie jedoch Pfarrerin werden wollte, obwohl das evangelische Pfarramt noch allein Männern vorbehalten war, studierte sie dennoch als eine der ersten Frauen Theologie. Ab Mai 1924 studierte sie an der Philipps-Universität in Marburg unter anderem bei Heinrich Hermelink, Rudolf Bultmann und Paul Tillich. Ina Gschlössl war 1925 Initiatorin und Mitgründerin des Verbands evangelischer Theologinnen, der heute noch als Konvent Evangelischer Theologinnen in der Bundesrepublik Deutschland existiert. Da dieser Verband ihr jedoch nach einer Zeit die Rechte der Frauen nicht nachdrücklich genug vertrat, gründete sie mit sechs weiteren Theologinnen in Köln die Vereinigung evangelischer Theologinnen – unter anderem mit Annemarie Rübens, Aenne Schümer (verheiratete Traub) und Elisabeth von Aschoff (verheiratete Bizer), die später als die „Vier Kölner Vikarinnen“ Bekanntheit erlangten. Die Vereinigung kämpfte darum, auch den Pfarrdienst für die Frauen zu öffnen, und dass Männer und Frauen in der Evangelischen Kirche die gleichen Rechte erhielten. Wörtlich forderte die Vereinigung das volle, „dem Manne gleichgestellte Pfarramt auch für Frauen“, also mit sämtlichen Aufgaben und Kompetenzen, von der Predigt über die Taufe, die Trauung bis zur Beerdigung.
Ihr Fakultätsexamen bestand Gschlössl am 21. Februar 1927 in Marburg. Ab dem Jahr 1927 erlaubte das „Vikarinnen-Gesetz“ der Altpreußischen Union Frauen, Vikarin zu werden. Ausdrücklich ausgeschlossen blieben Frauen jedoch von den Funktionen des männlichen Pfarramts, wie dem Gemeindegottesdienst, der Sakramentverwaltung und anderen vom Pfarrer zu vollziehenden Amtshandlungen. In der Zeitschrift Die christliche Welt kritisierte Ina Gschlössl gemeinsam mit Annemarie Rübens dieses Gesetz als „rückständig, unorganisch und unlogisch“: „Das Arbeiten unter solchen Bedingungen ist eine tägliche Not und Qual und muss auf die Dauer jede noch so große Berufsfreudigkeit und Arbeitswilligkeit töten! Vom 'Amt der Vikarin', das die Kirchenbehörden festgelegt zu haben glaubt, bleibt bei näherer Betrachtung nichts übrig als gelegentliche Vertretung und dauernde Kleinarbeit und Gehilfinnentätigkeit unter Leitung des verantwortlichen Theologen.“
1927 begann Gschlössl ihr Vikariat in Köln bei Georg Fritze. Sie musste allerdings auf Druck der Kirchenoberen ihr Lehrvikariat abbrechen und wurde im November 1927 an die Berufsschule versetzt. Am 30. September wurde sie von den Nationalsozialisten entlassen. Als Grund nannte der Kölner Oberbürgermeister Günter Riesen, die Lehrerin Gschlössl habe am „31. Juli 1933 in einer Religionsstunde ungeziemende Bemerkungen über den Herrn Reichskanzler und andere Staatsmänner gemacht und sich über die Judenfrage in einer Art und Weise ausgelassen hat, die jedes Verständnis für den nationalen Standpunkt vermissen lassen“. Grund für die Kündigung war auch, dass Gschlössl sich in einer Publikation aus dem Jahr 1932 explizit gegen die Rassendiskriminierung der Nationalsozialisten ausgesprochen hatte. Wegen der Entlassung durfte Gschlössl auch nicht das zweite kirchliche Examen ablegen, das für den Pfarrberuf vorausgesetzt wird. Erst ab Januar 1938 fand sich für Gschlössl, die sich in der Bekennenden Kirche engagierte, wieder eine Stelle in der Kirche als Fürsorgerin für die Innere Mission in der Synode Köln. Hier war sie unter anderem für Vormundschaften, Schutzaufsichten und Pflegschaften sowie die Betreuung der Gefangenen, darunter die Todeskandidatinnen, im Gefängnis Klingelpütz zuständig.

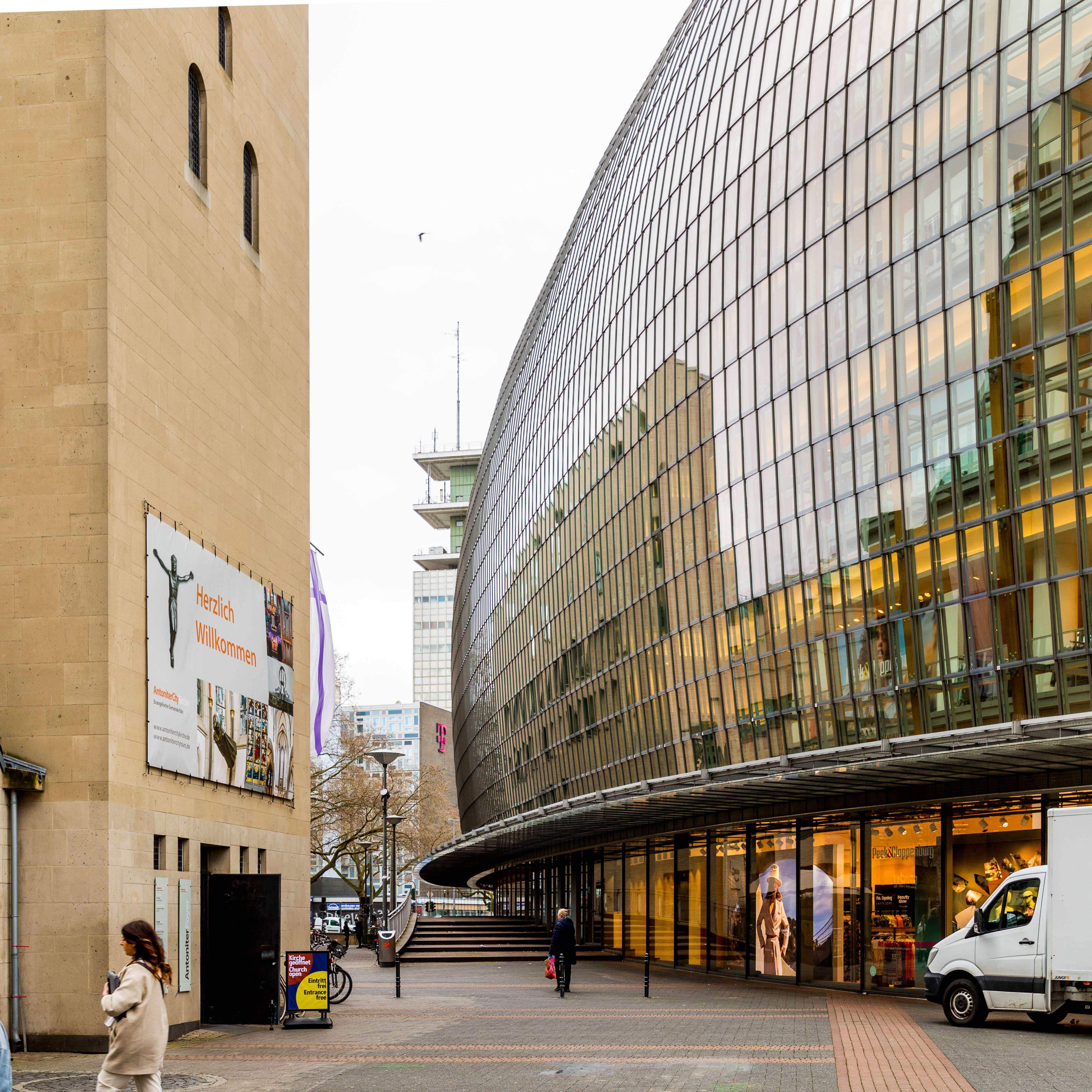
Ina-Gschlössl-Weg, Köln, Blick Richtung Süden

Nach Ende des Zweiten Weltkriegs übernahm Gschlössl die Leitung des Religionsunterrichtes an Berufsschulen in Köln. 1966 ging sie in den Ruhestand. Ina Gschlössl starb am 20. Januar 1989 in Neusäß bei Augsburg. Im Jahr 2005 wurde auf Antrag der Evangelischen Gemeinde Köln der Weg, der von der Schildergasse am AntoniterCity-Pavillon an der Antoniterkirche Köln vorbei zur Antoniterstraße führt, in „Ina-Gschlössl-Weg“ umbenannt.